# Stazione di Marcaria
Stazione di Marcaria vasútállomás Olaszországban, Lombardia régióban, Marcaria településen.

## Vasútvonalak
Az állomást az alábbi vasútvonalak érintik:
- Pavia–Mantua-vasútvonal

## Kapcsolódó állomások
A vasútállomáshoz az alábbi állomások vannak a legközelebb:
- Stazione di San Michele in Bosco
- Stazione di Bozzolo